# Set-top box
Set-top box là một thiết bị giải mã tín hiệu truyền hình và sau đó chuyển dữ liệu hình ảnh và âm thanh lên màn hình TV. Thiết bị này nằm trung gian giữa nguồn tín hiệu và TV.

## Lịch sử
- Vào những năm 1930, tại Anh, hãng truyền thông BBC đã sử dụng toàn bộ băng tần VHF để phát các kênh truyền hình của họ. Lúc bấy giờ các TV sản xuất ra chỉ có bộ phận giải mã tín hiệu ở băng tần VHF. Sau đó, một hãng truyền hình khác là ITV cũng nhảy vào lĩnh vực này và họ phải sử dụng băng tần UHF. Bởi vậy những TV đời cũ không thể bắt được các kênh UHF của hãng ITV. Do đó người ta thiết kế ra một thiết bị bắt được các kênh VHF đặt trước những TV đời cũ để những TV này có thể xem được các kênh UHF.

Khái niệm set-top box ra đời từ đó.
Các TV thế hệ sau này tích hợp luôn bộ giải mã UHF và VHF thì không cần dùng đến Set-top box nữa. Nhưng các thiết bị cũng như khái niệm Set-top box không vì thế mà mất đi.
- Vào những năm 1950, tại Mỹ, người ta bắt đầu triển khai mạng truyền hình Cáp. Trên cơ sở hạ tầng Cáp, người ta tiến hành dịch vụ truyền hình có trả tiền. Chỉ những TV nào trả tiền thì mới xem được tín hiệu truyền hình, ngược lại thì không thể xem được. Để làm điều này, tại nơi phát, tín hiệu bị xáo trộn theo một quy luật nào đó. Một hệ thống xáo trộn như vậy còn được gọi là hệ thống truy cập có điều kiện. Tại các hộ gia đình, người ta cần có một thiết bị giải xáo trộn thì mới xem được truyền hình có trả tiền. Thiết bị như vậy người ta gọi là Set-top box.
- Từ những năm 1970 trở lại đây, sự phát triển của công nghệ vệ tinh đã thúc đẩy truyền hình vệ tinh phát triển. Băng tần của vệ tinh thường là C hoặc Ku bởi vậy để thu được những tần số này, cũng cần có một thiết bị giải mã.
- Vào những năm đầu thập kỉ 1990, truyền hình kỹ thuật số ra đời và phát triển. Để những TV kĩ thuật tương tự có thể xem được các nội dung số, người ta lại cần đến một thiết bị giải mã số. Tại Việt Nam, vào năm 2002, công ty VTC bắt đầu triển khai hệ thống truyền hình số mặt đất. Các hộ gia đình muốn xem được trên TV thông thường của họ thì cần phải mua một thiết bị của VTC thường được gọi là "đầu thu kỹ thuật số".Đầu thu này nhận tín hiệu số của nhà cung cấp dịch vụ và chuyển thành tín hiệu tương tự đưa lên tivi của khách hàng.
- Bắt đầu từ những năm 2000, mạng internet phát triển, người ta mong muốn có thể xem truyền hình trên internet. Tuy nhiên phải bằng một thiết bị chuyên dụng chứ không cần đến máy tính cá nhân.

## Cấu tạo
Với các set-top box giải mã tín hiệu truyền hình tương tự, cấu tạo chủ yếu là phần cứng bao gồm các khối khuếch đại, giải điều chế.
Với các set-top box trong lĩnh vực truyền hình số, phần mềm đã được sử dụng nhằm tối ưu hiệu năng cũng như giảm giá thành. Các Set-top box lúc này như một máy tính chuyên dụng mà cấu trúc của nó có bộ vi xử lý, ROM, RAM, bộ lưu trữ hay bộ nhớ flash...tuy nhiên một số vẫn phải có phần mềm diều khiển cho nó.